# PGC 2184614
LEDA/PGC 2184614 ist eine Galaxie im Sternbild Perseus am Nordsternhimmel. Sie ist schätzungsweise 1 Milliarde Lichtjahre von der Milchstraße entfernt und hat einen Durchmesser von etwa 70.000 Lichtjahren. Vom Sonnensystem aus entfernt sich das Objekt mit einer errechneten Radialgeschwindigkeit von näherungsweise 22.600 Kilometern pro Sekunde.

## Galaktisches Umfeld
| Nr. | Galaxie                 | Alternativname            | Rek          | Dek          | Distanz/asec |
| --- | ----------------------- | ------------------------- | ------------ | ------------ | ------------ |
|     | LEDA/PGC 2184614        | 2MASX J02394554+4139184   | 02h39m45.55s | +41d39m18.2s | 0            |
| 1   | LEDA/PGC 2185039        | MASX J02392843+4140491    | 02h39m28.45s | +41d40m49.1s | 212.12       |
| 2   | NGC 1001                | PGC 10050                 | 02h39m12.6s  | +41d40m18s   | 373.88       |
| 3   | LEDA/PGC 2183227        | 2MASX J02402571+4134240   | 02h40m25.71s | +41d34m23.9s | 538.76       |
| 4   | NGC 1005                | PGC 10062                 | 02h39m29.2s  | +41d29m20s   | 616.12       |
| 5   | LEDA/PGC 2187534        | 2MASX J02394141+4149354   | 02h39m41.41s | +41d49m35.8s | 619.79       |
| 6   | NGC 999                 | PGC 10026                 | 02h38m47.4s  | +41d40m14s   | 653.85       |
| 7   | LEDA/PGC 2187707        | 2MASX J02394516+4150124   | 02h39m45.20s | +41d50m12.8s | 654.02       |
| 8   | LEDA/PGC 2183543        | 2MASX J02385029+413533    | 02h38m50.27s | +41d35m33.3s | 659.63       |
| 9   | 2MASX J02384262+4136182 | WISEA J023842.63+413618.0 | 02h38m42.62s | +41d36m18.2s | 728.59       |
| 10  | LEDA/PGC 2181312        | 2MASX J02394680+4127084   | 02h39m46.84s | +41d27m08.6s | 730.15       |
| 11  | NGC 996                 | PGC 10015                 | 02h38m39.87s | +41d38m51.1s | 737.05       |
| 12  | LEDA/PGC 2182555        | 2MASX J02384770+4131542   | 02h38m47.73s | +41d31m54.4s | 785.88       |
| 13  | LEDA/PGC 2183585        | [WGB2006] 023518+41200_e  | 02h38m31.82  | +41d35m40.1s | 855.49       |
| 14  | LEDA/PGC 2186904        | 2MASX J02404905+4147313   | 02h40m49.07s | +41d47m31.1s | 863.64       |
| 15  | NGC 995                 | PGC 10008                 | 02h38m32.0s  | +41d31m45s   | 941.09       |